# Буян (станція)
Буян — вантажна залізнична станція Київської дирекції Південно-Західної залізниці. Розташована на території селища Кодра. Станція є кінцевою на дистанції, що пролягає від залізничної станції Спартак. В минулому станція була обладнана пристроями напівавтоматичного блокування (світлофорами), наразі світлофори демонтовані, а деякі відключені.
На початок ХХІ сторіччя станція в основному обслуговує вантажні перевезення військової частини селища Городок, та Макарівського лісового господарства.

## Історія
Дистанція Спартак — Буян виникла 1944 року. Тоді ж було відкрито і станцію Буян. Будівництво дистанції також було пов'язано із торфорозробками навколо селища Кодра, тому залізниця мала важливе вантажне значення.
Лінією впродовж 1993—2000 років існував пасажирський рух — 4 рази на добу приміський вантажно-пасажирський поїзд, що складався з двох ЦМВ і курсував від станції Спартак до станції Буян і у зворотному напрямку.
Лінія після станції прямує до військового гарнізону, де колись зберігалися ядерні боєприпаси і заводу залізобетонних конструкцій. Наразі залізнична гілка використовується тільки в цілях лісозаготівель і паливних баз.